# Palpopleura portia
Palpopleura portia är en trollsländeart som först beskrevs av Dru Drury 1773.  Palpopleura portia ingår i släktet Palpopleura och familjen segeltrollsländor. IUCN kategoriserar arten globalt som livskraftig. Inga underarter finns listade i Catalogue of Life.